# Provincia di Wadi Fira
La provincia di Wadi Fira è una delle province del Ciad. Il capoluogo è Biltine. Si trova nella parte orientale del paese, al confine con il Sudan e in particolare con il Darfur.

## Suddivisioni amministrative
La provincia è divisa nei seguenti dipartimenti:
| Dipartimento  | Capoluogo | Comuni                                                   |
| ------------- | --------- | -------------------------------------------------------- |
| Biltine       | Biltine   | Atalang, Kirzim, Biltine                                 |
| Dar Tama      | Guéréda   | Guéréda, Kolonga, Serim Birke                            |
| Mégri         | Matadjana | Matadjana, Wée, Nanou, Ourda, Mardebe, Troungna, Bakaore |
| Iriba         | Iriba     | Iriba, Tiné, Ourba, Maïba, Dougouba, Erre                |
| Al-Biher      | Arada     | Arada, Fama, Kharma, Am-sidir, Kadjmar                   |
| Dar-Alfawakih | Am Zoer   | Am Zoer, Mata, Gourmaka                                  |